# Finale de la Coupe d'Europe des vainqueurs de coupe 1986-1987
La finale de la Coupe d'Europe des vainqueurs de coupe 1986-1987 est la 27e finale de la Coupe d'Europe des vainqueurs de coupe, organisée par l'UEFA. Ce match de football a lieu le 13 mai 1987 au Stade olympique d'Athènes, en Grèce.
Elle oppose l'équipe néerlandaise de l'Ajax Amsterdam aux Est-Allemands du Lokomotive Leipzig. Le match se termine par une victoire des Amstellodamois sur le score de 1 but à 0, ce qui constitue leur premier sacre dans la compétition ainsi que leur quatrième titre européen après leurs trois victoires consécutives en Coupe des clubs champions entre 1971 et 1973.
Vainqueur de la finale, l'Ajax Amsterdam est à ce titre qualifiée pour la Supercoupe d'Europe 1987 contre le FC Porto, vainqueur de la finale de la Coupe des clubs champions européens.

## Parcours des finalistes
Note : dans les résultats ci-dessous, le score du finaliste est toujours donné en premier (D : domicile ; E : extérieur).
| Ajax Amsterdam | Ajax Amsterdam | Ajax Amsterdam | Ajax Amsterdam |                     | Lokomotive Leipzig    | Lokomotive Leipzig | Lokomotive Leipzig | Lokomotive Leipzig |
| -------------- | -------------- | -------------- | -------------- | ------------------- | --------------------- | ------------------ | ------------------ | ------------------ |
| Adversaire     | Total          | Aller          | Retour         | Tour                | Adversaire            | Total              | Aller              | Retour             |
| Bursaspor      | 7 - 0          | 2 - 0 (E)      | 5 - 0 (D)      | Seizièmes de finale | Glentoran FC          | 3 - 1              | 1 - 1 (E)          | 2 - 0 (D)          |
| Olympiakos     | 5 - 1          | 4 - 0 (D)      | 1 - 1 (E)      | Huitièmes de finale | Rapid Vienne          | 3 - 2              | 1 - 1 (E)          | 2 - 1 ap (D)       |
| Malmö FF       | 3 - 2          | 0 - 1 (E)      | 3 - 1 (D)      | Quarts de finale    | FC Sion               | 2 - 0              | 2 - 0 (D)          | 0 - 0 (E)          |
| Real Saragosse | 6 - 2          | 3 - 2 (E)      | 3 - 0 (D)      | Demi-finales        | Girondins de Bordeaux | 1 - 1 6 - 5 tab    | 1 - 0 (E)          | 0 - 1 ap (D)       |

## Match
| ·             |                    |     |
| Titulaires :  |                    |     |
|               |                    |     |
| 1             | Stanley Menzo      |     |
| 2             | Sonny Silooy       |     |
| 3             | Frank Verlaat      |     |
| 4             | Frank Rijkaard     |     |
| 5             | Peter Boeve        |     |
| 6             | Aron Winter        |     |
| 7             | John van 't Schip  |     |
| 8             | Jan Wouters        |     |
| 9             | Marco van Basten   |     |
| 10            | Arnold Mühren      | 83e |
| 11            | Rob Witschge       | 66e |
|               |                    |     |
| Remplaçants : |                    |     |
| 12            | Erik de Haan (en)  |     |
| 13            | Ronald Spelbos     |     |
| 14            | Petri Tiainen (en) |     |
| 15            | Dennis Bergkamp    | 66e |
| 16            | Arnold Scholten    | 83e |
|               |                    |     |
| Entraîneur :  |                    |     |
| Johan Cruyff  |                    |     |

| ·                   |                        |     |
| Titulaires :        |                        |     |
|                     |                        |     |
| 1                   | René Müller            |     |
| 2                   | Ronald Kreer           |     |
| 3                   | Frank Baum             |     |
| 4                   | Matthias Lindner (en)  |     |
| 5                   | Uwe Zötzsche           |     |
| 6                   | Uwe Bredow (en)        |     |
| 7                   | Heiko Scholz           |     |
| 8                   | Matthias Liebers       | 76e |
| 9                   | Frank Edmond (en)      | 55e |
| 10                  | Hans Richter (en)      |     |
| 11                  | Olaf Marschall         |     |
|                     |                        |     |
| Remplaçants :       |                        |     |
| 16                  | Maik Kischko (en)      |     |
| 12                  | Torsten Kracht         |     |
| 13                  | Hans-Jörg Leitzke (en) | 55e |
| 14                  | Wolfgang Altmann (en)  |     |
| 15                  | Dieter Kühn            | 76e |
|                     |                        |     |
| Entraîneur :        |                        |     |
| Hans-Ulrich Thomale |                        |     |

| ·             |                    |     |
| Titulaires :  |                    |     |
|               |                    |     |
| 1             | Stanley Menzo      |     |
| 2             | Sonny Silooy       |     |
| 3             | Frank Verlaat      |     |
| 4             | Frank Rijkaard     |     |
| 5             | Peter Boeve        |     |
| 6             | Aron Winter        |     |
| 7             | John van 't Schip  |     |
| 8             | Jan Wouters        |     |
| 9             | Marco van Basten   |     |
| 10            | Arnold Mühren      | 83e |
| 11            | Rob Witschge       | 66e |
|               |                    |     |
| Remplaçants : |                    |     |
| 12            | Erik de Haan (en)  |     |
| 13            | Ronald Spelbos     |     |
| 14            | Petri Tiainen (en) |     |
| 15            | Dennis Bergkamp    | 66e |
| 16            | Arnold Scholten    | 83e |
|               |                    |     |
| Entraîneur :  |                    |     |
| Johan Cruyff  |                    |     |

| ·                   |                        |     |
| Titulaires :        |                        |     |
|                     |                        |     |
| 1                   | René Müller            |     |
| 2                   | Ronald Kreer           |     |
| 3                   | Frank Baum             |     |
| 4                   | Matthias Lindner (en)  |     |
| 5                   | Uwe Zötzsche           |     |
| 6                   | Uwe Bredow (en)        |     |
| 7                   | Heiko Scholz           |     |
| 8                   | Matthias Liebers       | 76e |
| 9                   | Frank Edmond (en)      | 55e |
| 10                  | Hans Richter (en)      |     |
| 11                  | Olaf Marschall         |     |
|                     |                        |     |
| Remplaçants :       |                        |     |
| 16                  | Maik Kischko (en)      |     |
| 12                  | Torsten Kracht         |     |
| 13                  | Hans-Jörg Leitzke (en) | 55e |
| 14                  | Wolfgang Altmann (en)  |     |
| 15                  | Dieter Kühn            | 76e |
|                     |                        |     |
| Entraîneur :        |                        |     |
| Hans-Ulrich Thomale |                        |     |